# Coupe Dewar 1904
Navigation
Coupe Dewar 1903 Coupe Dewar 1905
La Coupe Dewar 1904 est la 6e édition de la Coupe Dewar.
Elle oppose neuf clubs parisiens et un club picard en matchs à élimination directe. Le Standard AC remporte la finale face au RC France et gagne ainsi son quatrième et dernier titre dans la compétition.

## Compétition

### Premier tour
Le premier tour a lieu le 20 mars 1904.
| Premier tour | Club français | 9 – 0 | Red Star Club |          |          |
| 20 mars 1904 |               |       |               | Suresnes | Suresnes |

| Premier tour | RC France | 2 – 1 | Stade français |                    |                    |
| 20 mars 1904 |           |       |                | Bécon les Bruyères | Bécon les Bruyères |

### Quart de finale
Les quarts de finale ont lieu le 27 mars 1904. Le Chantilly UFC, engagé en championnat de Picardie, prend part à la compétition.
| Quart de finale | RC France | 7 – 1 | US parisienne |                   |                   |
| 27 mars 1904    |           |       |               | Joinville-le-Pont | Joinville-le-Pont |

| Quart de finale | SA Montrouge | 1 – 3 | Paris Star |           |           |
| 27 mars 1904    |              |       |            | Montrouge | Montrouge |

| Quart de finale | Standard AC | 5 – 0 | Club français |          |          |
| 27 mars 1904    |             |       |               | Suresnes | Suresnes |

| Quart de finale | Chantilly UFC | 1 – 7 | Gallia Club |           |           |
| 27 mars 1904    |               |       |             | Chantilly | Chantilly |

### Demi-finales
Les demi-finales ont lieu le 10 avril 1904.
| Demi-finale   | RC France | 5 – 2 | Gallia Club |                    |                    |
| 10 avril 1904 |           |       |             | Bécon les Bruyères | Bécon les Bruyères |

| Demi-finale   | Standard AC | 5 – 0 | Paris Star |                                         |                                         |
| 10 avril 1904 |             |       |            | Terrain des haras de Suresnes, Suresnes | Terrain des haras de Suresnes, Suresnes |

### Finale
La finale a lieu le 17 avril 1904 à 15 h sur le terrain du FC Paris à Joinville-le-Pont. Le Standard AC bat le RC France par 2-1 au cours d'« une partie très intéressante, disputée de part et d'autre avec beaucoup d'acharnement »,,,.
| Finale                | Standard AC                                                                                        | 2 – 1   | RC France |                                                                                             |                                                                                             |
| 17 avril 1904 15 h 00 | Carré · Wilkes                                                                                     | (0 – 1) | Wilkinson (csc)                                                                                               | Terrain du FC Paris, Joinville-le-Pont Spectateurs : entre 700 et 800 Arbitrage : M. Hansel | Terrain du FC Paris, Joinville-le-Pont Spectateurs : entre 700 et 800 Arbitrage : M. Hansel |
| 17 avril 1904 15 h 00 | Tomalin – Wilkinson, Roberts – Davidson, Carré, Mason – Murphy, Paterson, Wilkes, Ferris, Matthews | Équipes | T'Kint – F. Matthey, Aghad – Goubeault, Allemane, Tunmer – Van Hasselt, de Bruyn, R. Matthey, Jordan, Ferrero | Terrain du FC Paris, Joinville-le-Pont Spectateurs : entre 700 et 800 Arbitrage : M. Hansel | Terrain du FC Paris, Joinville-le-Pont Spectateurs : entre 700 et 800 Arbitrage : M. Hansel |